# ГЕС Кегумс І, ІІ
ГЕС Кегумс І, ІІ (латис. Ķeguma HES) — гідроелектростанція у Латвії на річці Даугава. Займає третє місце за потужністю серед латвійських ГЕС, поступаючись двом іншим станціям даугавського каскаду — ГЕС Плавінас та ГЕС Рига (вище та нижче по течії відповідно).
Станція Кегумс стала першим великим гідроенергетичним проектом у Латвії. Річку перекрили бетонною гравітаційною греблею висотою 25 метрів, яка дозволила забезпечити напір у 14 метрів та потребувала доповнення земляними дамбами для захисту оточуючих територій. В результаті утворилось витягнуте по долині Даугави водосховище із площею поверхні 25 км2 та об'ємом 157 млн м3.
У розташованому біля правого берегу машинному залі протягом 1936—1940 років ввели в експлуатацію чотири гідроагрегати із турбінами Каплан потужністю по 18 МВт. Проте вже невдовзі внаслідок бойових дій під час Другої Світової війни вони дістали пошкодження. Три турбіни шведського виробництва після відновлювальних робіт повторно запустили в кінці 1940-х, а у 1952 році до них приєдналась четверта російського походження.
В 1976—1979 роках біля лівого берегу спорудили другий машинний зал (станція Кегумс ІІ), обладнаний трьома турбінами Каплан потужністю по 64 МВт. Сукупне виробництво електроенергії обома залами у 2009 році становило 667 млн кВт-год.
У період з 1998 по 2001 замінили всі чотири гідроагрегати станції Кегумс І. А в 2015-му російський концерн «Силові машини» отримав підряд на модернізацію гідроагрегатів Кегумс ІІ, в результаті якої потужність кожного повинна зрости з 64 до 77,8 МВт.